# Gran Premio degli Stati Uniti d'America 2017
Il Gran Premio degli Stati Uniti d'America 2017 è stata la diciassettesima prova della stagione 2017 del Campionato mondiale di Formula 1. La gara si corsa domenica 22 ottobre 2017 sul circuito delle Americhe che sorge nella Contea di Travis, vicino a Austin, in Texas, ed è stata vinta dal britannico Lewis Hamilton su Mercedes, al suo sessantaduesimo successo nel mondiale. Hamilton ha preceduto al traguardo i due piloti della Ferrari, il tedesco Sebastian Vettel ed il finlandese Kimi Räikkönen.
Al traguardo, in terza posizione, era giunto Max Verstappen su Red Bull Racing-TAG Heuer, ma in seguito è stato penalizzato dai commissari 
per aver superato oltre i limiti del tracciato Kimi Räikkönen, che così arriva terzo.
Con questi risultati la Mercedes si è aggiudicata per la quarta volta consecutiva il mondiale costruttori.

## Vigilia

### Sviluppi futuri
Fernando Alonso prolunga il suo contratto con la McLaren, anche per il 2018. Lo spagnolo corre con la scuderia britannica dal 2015, dopo aver corso con loro anche nel 2007. Max Verstappen prolunga per altre tre stagioni il suo contratto con la Red Bull.

### Analisi per il campionato piloti
Lewis Hamilton comanda la classifica riservata ai piloti, con 59 punti di vantaggio su Sebastian Vettel e 72 sul compagno di scuderia Valtteri Bottas. Per aggiudicarsi il suo quarto titolo mondiale il britannico deve:
- Vincere, con Vettel che non arriva nei primi 5;
- Arrivare secondo, con Vettel che non termina nei primi otto, e Bottas che non vince.[5]

### Analisi per il campionato costruttori
La Mercedes conduce, nella classifica riservata ai costruttori, con 145 punti di margine sulla Ferrari. Può rivincere il titolo, per la quarta volta consecutiva, se si verifica una delle seguenti combinazioni:
- La Mercedes deve giungere, con entrambe le vetture, davanti alla Ferrari;
- Le Mercedes devono arrivare terza e quarta, qualora le Ferrari giungano prima e seconda;
- Le Ferrari non devono marcare punti;
- Se una Ferrari non marca punti e l'altra Ferrari non giunge o prima o seconda;
- Se entrambe le Ferrari terminano fuori dalle prime 5.[5]

### Aspetti tecnici
La Pirelli, fornitrice unica degli pneumatici, decide di fornire gomme a mescola ultrasoft, supersoft e soft. Le ultrasoft saranno individuate con una banda rosa, al fine di supportare una fondazione che lotta contro il cancro al seno.
La FIA stabilisce due zone per l'attivazione del Drag Reduction System: la prima sul rettilineo tra le curve 11 e 12, con punto per la determinazione del distacco fra piloti stabilito dopo la curva 10; la seconda zona è fissata sul rettilineo dei box, con detection point posto prima della curva 19.

### Aspetti sportivi

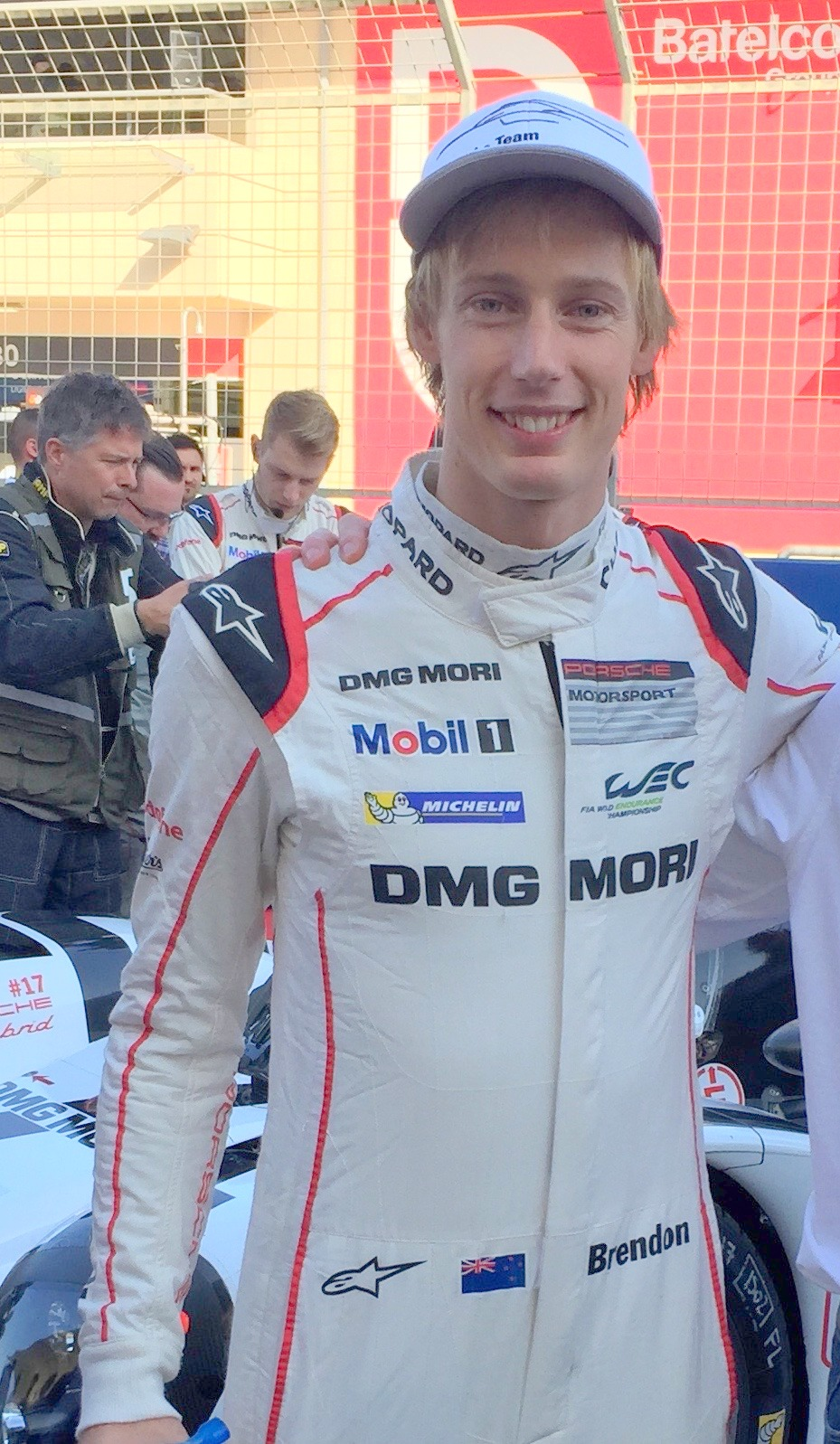
Esordio in F1 per il neozelandese Brendon Hartley, che prende il posto di Pierre Gasly, impegnato in un'altra categoria.

Carlos Sainz Jr. passa dalla Scuderia Toro Rosso alla Renault, al posto di Jolyon Palmer. Lo spagnolo avrebbe dovuto sostituire il britannico a partire dalla stagione 2018, ma le parti hanno deciso di anticipare la sostituzione, come era già stato prospettato per il Gran Premio della Malesia. Al posto di Sainz torna al volante della monoposto di Faenza il russo Daniil Kvjat, impegnato fino al Gran Premio di Singapore, prima di essere sostituito da Pierre Gasly.
La scuderia italiana è costretta a cambiare l'intera line up dei piloti, in quanto anche Gasly non è disponibile per la gara di Austin, dovendo competere nel contemporaneo ultimo weekend della Super Formula. Al suo posto fa il suo esordio in F1 il neozelandese Brendon Hartley. Hartley corre nel WEC, nel quale ha vinto il titolo nel 2015. Il pilota ha già avuto esperienze con la F1, tanto che nel 2009 era stato nominato come riserva ufficiale sia per la Red Bull che per la stessa Toro Rosso. Hartley è il primo pilota del suo paese a competere nella massima formula dal Gran Premio del Canada 1984, quando al via vi fu Mike Thackwell su RAM. Altri piloti erano stati avvicinati al volante della STR, tra cui Sébastien Buemi, Alexander Rossi e lo stesso Palmer. Hartley subisce una penalizzazione, in griglia, di 25 posizioni, in quanto sulla monoposto sono sostituite diverse componenti della power unit.
Il neozelandese utilizza il 39, uno dei due numeri assegnati alla scuderia italiana, per i suoi piloti di riserva; il 38 era stato già impiegato da Gelael, in alcune prove libere. Questo numero non veniva più usato in una gara di F1 dal Gran Premio di Spagna 1990, quando Bruno Giacomelli non si prequalificò con la Life-Judd.
Fernando Alonso indossa, per questa gara, un casco con la stessa livrea adottata per la sua partecipazione alla 500 Miglia di Indianapolis.
La Federazione Internazionale dell'Automobile indica l'ex pilota di F1 Mika Salo come commissario aggiunto per la gara. Il finlandese ha già svolto, anche quest'anno, tale funzione, l'ultima al Gran Premio del Belgio.
Sean Gelael ha preso il posto di Daniil Kvjat alla Scuderia Toro Rosso, mentre Charles Leclerc quello di Pascal Wehrlein alla Sauber, nel corso delle prime prove libere del venerdì.

## Prove

### Resoconto
La prima ora della prima sessione, è caratterizzata da pista umida, coi piloti che utilizzano gomme da bagnato intermedio. Per l'occasione i team hanno anche avuto a disposizione delle gomme sperimentali, portate dalla Pirelli, proprio per questo tipo di mescola. In seguito il tracciato si è asciugato, consentendo ai corridori l'utilizzo di gomme slick. La pioggia ha fatto la sua ricomparsa negli ultimi minuti della sessione. Il più veloce è stato Lewis Hamilton, che ha preceduto di quasi sei decimi Sebastian Vettel e il compagno di team Valtteri Bottas. Questi tre piloti sono gli unici ad aver abbattuto il muro del minuto e trentasette. Dietro si sono piazzati Max Verstappen, Stoffel Vandoorne e Felipe Massa. Kimi Räikkönen ha chiuso settimo, mentre Daniel Ricciardo è stato solo sedicesimo, per la necessità dei tecnici di tenere ai box la vettura per alcune modifiche.
L'esordiente della Toro Rosso, Brendon Hartley, ha avuto problemi a trovare una posizione all'interno dell'abitacolo che non influenzasse negativamente l'aerodinamica, mentre Fernando Alonso, per una perdita idraulica, ha potuto effettuare solo 4 giri, senza far segnare tempi validi.
Hamilton, il più rapido anche nella sessione pomeridiana del venerdì, ha anche ritoccato il limite della pista, che già gli apparteneva, portandosi sotto il minuto e trentacinque. In questa fase Verstappen è riuscito a posizionarsi al secondo posto, davanti a Sebastian Vettel. Il tedesco è stato anche autore di un'uscita di pista, che ha costretto i tecnici della Ferrari a cambiare l'ala posteriore, e, a causa di un problema, non è riuscito a portare a termine la simulazione di gara prevista. Ricciardo e Alonso, che al mattino non erano riusciti a mettere in fila molti giri, sono saliti in classifica, rispettivamente quinto e settimo.
Anche al sabato Lewis Hamilton si conferma come il più veloce. In questa sessione risale al secondo posto Sebastian Vettel, al quale la Ferrari ha sostituito la scocca della monoposto. Il britannico della Mercedes è stato ancora capace di abbassare il record del tracciato, pur in una sessione penalizzata da un forte vento. L'altro pilota della scuderia anglotedesca, Bottas, ha chiuso terzo, davanti a Kimi Räikkönen e Verstappen. Sulla vettura dell'olandese è stata montata una power unit evoluta, che comporta una penalizzazione in griglia di 15 posizioni.
Nella sessione ha potuto compiere solo pochi giri Daniil Kvjat, dopo la rottura di una sospensione, mentre Romain Grosjean è terminato in una via di fuga di sabbia, dovendo così abbandonare la sua Haas.
Al termine delle prove Nico Hülkenberg e Stoffel Vandoorne sono penalizzati, rispettivamente di 20 e 30 posizioni in griglia di partenza, per la sostituzione di diverse componenti della power unit.

### Risultati
Nella prima sessione del venerdì si è avuta questa situazione:
| Pos | Nº | Pilota           | Costruttore | Tempo    | Gap    | Giri |
| --- | -- | ---------------- | ----------- | -------- | ------ | ---- |
| 1   | 44 | Lewis Hamilton   | Mercedes    | 1'36"335 |        | 18   |
| 2   | 5  | Sebastian Vettel | Ferrari     | 1'36"928 | +0"593 | 20   |
| 3   | 77 | Valtteri Bottas  | Mercedes    | 1'36"979 | +0"644 | 10   |

Nella seconda sessione del venerdì si è avuta questa situazione:
| Pos | Nº | Pilota           | Costruttore               | Tempo    | Gap    | Giri |
| --- | -- | ---------------- | ------------------------- | -------- | ------ | ---- |
| 1   | 44 | Lewis Hamilton   | Mercedes                  | 1'34"668 |        | 26   |
| 2   | 33 | Max Verstappen   | Red Bull Racing-TAG Heuer | 1'35"065 | +0"397 | 30   |
| 3   | 5  | Sebastian Vettel | Ferrari                   | 1'35"192 | +0"524 | 11   |

Nella sessione del sabato mattina si è avuta questa situazione:
| Pos | Nº | Pilota           | Costruttore | Tempo    | Gap    | Giri |
| --- | -- | ---------------- | ----------- | -------- | ------ | ---- |
| 1   | 44 | Lewis Hamilton   | Mercedes    | 1'34"478 |        | 15   |
| 2   | 5  | Sebastian Vettel | Ferrari     | 1'34"570 | +0"092 | 19   |
| 3   | 77 | Valtteri Bottas  | Mercedes    | 1'34"692 | +0"214 | 17   |

## Qualifiche

### Resoconto
Le qualifiche si tengono con pista asciutta. Già al primo tentativo Lewis Hamilton mette in fila i tempi, battendo sia il compagno di team Valtteri Bottas che Max Verstappen. Romain Grosjean evita, per poco, il tamponamento di Lance Stroll. Anche Sergio Pérez si lamenta di essere stato ostacolato da Kevin Magnussen, nel corso della sessione. Hamilton si conferma il più veloce anche alla fine della Q1, precedendo Max Verstappen di 77 millesimi. Vengono eliminati i due piloti della Sauber, Lance Stroll, Brendon Hartley e Kevin Magnussen.
In Q2 tutti i piloti optano per le ultrasoft, tranne Nico Hülkenberg che, a causa della penalizzazione che subirà in griglia, decide di non effettuare nessun tentativo. Anche in Q2, come nel resto del weekend, è Lewis Hamilton che ottiene il miglior rilievo cronometrico, davanti a Bottas e alle due Ferrari. Sono eliminati, oltre al tedesco della Renault, anche Felipe Massa, Daniil Kvjat, Stoffel Vandoorne e Romain Grosjean.
Nella terza e decisiva sessione Hamilton batte presto il primo tempo, ottenuto da Esteban Ocon; alle sue spalle si pone Bottas, seguito da Ferrari e Red Bull; Carlos Sainz Jr. decide di effettuare solo un tentativo veloce. Nella parte finale della Q3 Hamilton non si migliora, ma conquista comunque la sua settantaduesima pole position nel mondiale di F1. Sebastian Vettel scala secondo, davanti a Valtteri Bottas. Daniel Ricciardo è quarto, pur con lo stesso tempo, al millesimo, di Kimi Räikkönen, che però parte dietro, avendo ottenuto il tempo solo successivamente all'australiano. Per Hamilton è la centodiciassettesima partenza in prima fila, nuovo record in F1.
Al termine delle prove Lance Stroll e Kevin Magnussen sono penalizzati di tre posizioni sulla griglia di partenza e di 1 punto sulla Superlicenza, per aver ostacolato, rispettivamente Romain Grosjean e Sergio Pérez, nel corso della Q1. Vandoorne sostituisce il motore, ciò porta all'aumento della penalizzazione di ulteriori 25 posizioni in griglia.

### Risultati
Nella sessione di qualifica si è avuta questa situazione:
| Pos                         | Nº | Pilota            | Costruttore               | Q1       | Q2          | Q3       | Griglia |
| --------------------------- | -- | ----------------- | ------------------------- | -------- | ----------- | -------- | ------- |
| 1                           | 44 | Lewis Hamilton    | Mercedes                  | 1'34"822 | 1'33"437    | 1'33"108 | 1       |
| 2                           | 5  | Sebastian Vettel  | Ferrari                   | 1'35"420 | 1'34"103    | 1'33"347 | 2       |
| 3                           | 77 | Valtteri Bottas   | Mercedes                  | 1'35"309 | 1'33"769    | 1'33"568 | 3       |
| 4                           | 3  | Daniel Ricciardo  | Red Bull Racing-TAG Heuer | 1'35"991 | 1'34"495    | 1'33"577 | 4       |
| 5                           | 7  | Kimi Räikkönen    | Ferrari                   | 1'35"649 | 1'33"840    | 1'33"577 | 5       |
| 6                           | 33 | Max Verstappen    | Red Bull Racing-TAG Heuer | 1'34"899 | 1'34"716    | 1'33"658 | 16      |
| 7                           | 31 | Esteban Ocon      | Force India-Mercedes      | 1'35"849 | 1'35"113    | 1'34"647 | 6       |
| 8                           | 55 | Carlos Sainz Jr.  | Renault                   | 1'35"517 | 1'34"899    | 1'34"852 | 7       |
| 9                           | 14 | Fernando Alonso   | McLaren-Honda             | 1'35"712 | 1'35"046    | 1'35"007 | 8       |
| 10                          | 11 | Sergio Pérez      | Force India-Mercedes      | 1'36"358 | 1'34"789    | 1'35"148 | 9       |
| 11                          | 19 | Felipe Massa      | Williams-Mercedes         | 1'35"603 | 1'35"155    | N.D.     | 10      |
| 12                          | 26 | Daniil Kvjat      | Toro Rosso                | 1'36"073 | 1'35"529    | N.D.     | 11      |
| 13                          | 2  | Stoffel Vandoorne | McLaren-Honda             | 1'36"286 | 1'35"641    | N.D.     | 20      |
| 14                          | 8  | Romain Grosjean   | Haas-Ferrari              | 1'36"835 | 1'35"870    | N.D.     | 12      |
| 15                          | 27 | Nico Hülkenberg   | Renault                   | 1'35"740 | senza tempo | N.D.     | 18      |
| 16                          | 9  | Marcus Ericsson   | Sauber-Ferrari            | 1'36"842 | N.D.        | N.D.     | 13      |
| 17                          | 18 | Lance Stroll      | Williams-Mercedes         | 1'36"868 | N.D.        | N.D.     | 15      |
| 18                          | 39 | Brendon Hartley   | Toro Rosso                | 1'36"889 | N.D.        | N.D.     | 19      |
| 19                          | 94 | Pascal Wehrlein   | Sauber-Ferrari            | 1'37"179 | N.D.        | N.D.     | 14      |
| 20                          | 20 | Kevin Magnussen   | Haas-Ferrari              | 1'37"394 | N.D.        | N.D.     | 17      |
| Tempo limite 107%: 1'41"459 |    |                   |                           |          |             |          |         |

In grassetto sono indicate le migliori prestazioni in Q1, Q2 e Q3.

## Gara

### Resoconto
In partenza Sebastian Vettel passa Lewis Hamilton, che non riesce a ripassare il tedesco alla prima curva. Dietro Valtteri Bottas mantiene il terzo posto, davanti a Daniel Ricciardo ed Esteban Ocon, che ha passato Kimi Räikkönen. Il finlandese della Ferrari riesce quasi subito a recuperare la posizione sul pilota francese.
I primi giri vivono sul duello tra Bottas e Ricciardo, per la terza posizione, con l'australiano che prova in più occasioni a passare il pilota della Mercedes. Nelle retrovie si fa largo Max Verstappen che, partito sedicesimo, già al terzo giro è nella zona dei punti.
Al sesto giro, grazie all'uso del DRS, Lewis Hamilton passa Vettel, per la prima posizione, al termine del lungo rettifilo. Il tedesco tenta di rispondere, ma senza successo. Al decimo passaggio Verstappen passa anche Ocon, installandosi al sesto posto.
L'altro pilota della Red Bull Racing, Ricciardo, si allontana da Bottas e deve ora subire l'avvicinamento da parte di Kimi Räikkönen; resiste all'attacco del finnico, ma al giro 13 si ferma per il suo cambio gomme. Rientra in pista nono, ma supera quasi subito Carlos Sainz Jr.. Al quindicesimo giro si ferma, per la sosta, anche Ocon. Ancora un giro e Ricciardo è costretto al ritiro, per una perdita di potenza del motore.
Al giro 17 si ferma, per montare la gomma soft, Sebastian Vettel; la Mercedes decide invece di proseguire, anche se la vettura del tedesco si presenta subito veloce. Bottas si ferma al giro 19, un giro dopo tocca a Hamilton. Anche il britannico monta gomme soft, rientrando in pista davanti a Vettel, che se per pochi decimi. L'altro pilota della Ferrari, Kimi Räikkönen, si ferma al ventesimo giro.
In testa si trova così Max Verstappen, che però cede la prima piazza a Hamilton al giro 23: l'olandese attende fino al venticinquesimo giro per la sua sosta. Ora la classifica vede al comando Hamilton, seguito da Vettel, Bottas e Räikkönen. Al trentesimo passaggio effettua la sosta anche Felipe Massa, che era risalito sesto, ed era riuscito a parare gli attacchi delle due Force India. Al trentaquattresimo giro, Sergio Pérez, che aveva chiesto strada al compagno di scuderia Ocon, è passato da Sainz, che s'issa al settimo posto.
Nella fase centrale della gara Kimi Räikkönen si avvicina al connazionale Bottas, ma non riesce a trovare lo spazio per un sorpasso. Al giro 38 Verstappen effettua la seconda sosta, montando gomme supersoft. Un giro dopo anche Vettel segue la stessa strategia: il tedesco cede due posizioni, ma rientra in pista davanti all'olandese.
Al quarantaduesimo passaggio Kimi Räikkönen ha la meglio su Bottas, e coglie il secondo posto. All'inizio del giro 51 Vettel, sfruttando il doppiaggio di Stoffel Vandoorne, passa Bottas, alla prima curva. Un giro dopo, grazie alla strada lasciata da Kimi Räikkönen, Vettel è secondo.
Valtteri Bottas, in crisi con le gomme, cede ancora una posizione, a Verstappen, e decide di effettuare la seconda sosta. L'ampio vantaggio sul resto del gruppo, gli permette di mantenere la quinta posizione. All'ultimo giro Max Verstappen passa anche Kimi Räikkönen, ponendosi terzo. Perderà poi il podio per la decisione dei commissari di gara, che lo penalizzeranno di 5 secondi, per aver tagliato la pista.
Lewis Hamilton vince il gran premio, e si avvicina al suo quarto titolo piloti. La Mercedes si aggiudica il quarto titolo, riservato ai costruttori.

### Risultati
I risultati del Gran Premio sono i seguenti:
| Pos | Nº | Pilota            | Costruttore               | Giri | Tempo/Ritiro        | Griglia | Punti |
| --- | -- | ----------------- | ------------------------- | ---- | ------------------- | ------- | ----- |
| 1   | 44 | Lewis Hamilton    | Mercedes                  | 56   | 1h33'50"991         | 1       | 25    |
| 2   | 5  | Sebastian Vettel  | Ferrari                   | 56   | +10"143             | 2       | 18    |
| 3   | 7  | Kimi Räikkönen    | Ferrari                   | 56   | +15"779             | 5       | 15    |
| 4   | 33 | Max Verstappen    | Red Bull Racing-TAG Heuer | 56   | +16"768             | 16      | 12    |
| 5   | 77 | Valtteri Bottas   | Mercedes                  | 56   | +34"967             | 3       | 10    |
| 6   | 31 | Esteban Ocon      | Force India-Mercedes      | 56   | +1'30"980           | 6       | 8     |
| 7   | 55 | Carlos Sainz Jr.  | Renault                   | 56   | +1'32"944           | 7       | 6     |
| 8   | 11 | Sergio Pérez      | Force India-Mercedes      | 55   | +1 giro             | 9       | 4     |
| 9   | 19 | Felipe Massa      | Williams-Mercedes         | 55   | +1 giro             | 10      | 2     |
| 10  | 26 | Daniil Kvjat      | Toro Rosso                | 55   | +1 giro             | 11      | 1     |
| 11  | 18 | Lance Stroll      | Williams-Mercedes         | 55   | +1 giro             | 15      |       |
| 12  | 2  | Stoffel Vandoorne | McLaren-Honda             | 55   | +1 giro             | 20      |       |
| 13  | 39 | Brendon Hartley   | Toro Rosso                | 55   | +1 giro             | 19      |       |
| 14  | 8  | Romain Grosjean   | Haas-Ferrari              | 55   | +1 giro             | 12      |       |
| 15  | 9  | Marcus Ericsson   | Sauber-Ferrari            | 55   | +1 giro             | 13      |       |
| 16  | 20 | Kevin Magnussen   | Haas-Ferrari              | 55   | +1 giro             | 17      |       |
| Rit | 14 | Fernando Alonso   | McLaren-Honda             | 24   | Motore              | 8       |       |
| Rit | 3  | Daniel Ricciardo  | Red Bull Racing-TAG Heuer | 14   | Motore              | 4       |       |
| Rit | 94 | Pascal Wehrlein   | Sauber-Ferrari            | 5    | Danni da incidente  | 14      |       |
| Rit | 27 | Nico Hülkenberg   | Renault                   | 3    | Pressione dell'olio | 18      |       |

## Classifiche mondiali

### Piloti
| Pos | Pilota            | Punti |
| --- | ----------------- | ----- |
| 1   | Lewis Hamilton    | 331   |
| 2   | Sebastian Vettel  | 265   |
| 3   | Valtteri Bottas   | 244   |
| 4   | Daniel Ricciardo  | 192   |
| 5   | Kimi Räikkönen    | 163   |
| 6   | Max Verstappen    | 123   |
| 7   | Sergio Pérez      | 86    |
| 8   | Esteban Ocon      | 73    |
| 9   | Carlos Sainz Jr.  | 54    |
| 10  | Felipe Massa      | 36    |
| 11  | Nico Hülkenberg   | 34    |
| 12  | Lance Stroll      | 32    |
| 13  | Romain Grosjean   | 28    |
| 14  | Kevin Magnussen   | 15    |
| 15  | Stoffel Vandoorne | 13    |
| 16  | Fernando Alonso   | 10    |
| 17  | Jolyon Palmer     | 8     |
| 18  | Pascal Wehrlein   | 5     |
| 19  | Daniil Kvjat      | 5     |

### Costruttori
| Pos | Costruttore          | Punti |
| --- | -------------------- | ----- |
| 1   | Mercedes             | 575   |
| 2   | Ferrari              | 428   |
| 3   | Red Bull-TAG Heuer   | 315   |
| 4   | Force India-Mercedes | 159   |
| 5   | Williams-Mercedes    | 68    |
| 6   | Toro Rosso           | 53    |
| 7   | Renault              | 48    |
| 8   | Haas-Ferrari         | 43    |
| 9   | McLaren-Honda        | 23    |
| 10  | Sauber-Ferrari       | 5     |

## Decisioni della FIA
Al termine della gara, i commissari della FIA decidono di penalizzare Max Verstappen di 5 secondi, sul tempo di gara, per aver tagliato il tracciato, al momento del sorpasso su Kimi Räikkönen. Per tale ragione il pilota olandese cede la terza posizione proprio al pilota finlandese. La decisione è stata pesantemente criticata da Verstappen, al quale viene anche sottratto un punto dalla Superlicenza.
Marcus Ericsson, oltre alla penalità di cinque secondi comminatagli durante la gara, subisce la decurtazione di due punti sulla Superlicenza per la collisione con Kevin Magnussen.